# Koolhoven F.K.42

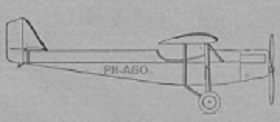
Koolhoven F.K.42 zijaanzicht

De Koolhoven F.K.42 was een tweepersoons hoogdekker lesvliegtuig voor civiel gebruik. Het vliegtuig is ontworpen door constructeur Frits Koolhoven. De leerling en instructeur zaten achter elkaar in één open kuip. Het toestel was uitgerust met dubbele besturing. Zowel de romp-, vleugelconstructie, als de bekleding, waren geheel vervaardigd van hout. De eerste vlucht was in mei of juni 1929.
Er is maar één F.K.42 gemaakt die nog bijna drie jaar eigendom van de fabriek bleef. Het vliegtuig werd door Frits Koolhoven gebruikt als demonstratietoestel op vliegevenementen. In februari 1932 ging de registratie over op naam van W. de Heer in Rotterdam. Het toestel is verloren gegaan tijdens een crash op 7 juli 1932.

## Specificaties
- Type: Koolhoven F.K.42
- Fabriek: Vliegtuigenfabriek Koolhoven
- Rol: lesvliegtuig
- Bemanning: 2 (instructeur en leerling)
- Lengte: 8 m
- Spanwijdte: 10,50 m
- Leeggewicht: 460 kg
- Maximum gewicht: 780 kg
- Motor: 1 × Cirrus Hermes luchtgekoelde viercilinder lijnmotor, 110 pk
- Propeller: tweeblads
- Eerste vlucht: 1929
- Aantal gebouwd: 1

Prestaties
- Maximumsnelheid: 188 km/u
- Overtreksnelheid: 70 km/u
- Plafond: 6000 m
- Klimsnelheid: 4 m/s